# Gillian Hanna
Gillian Hanna (Buxton, 20 giugno 1944 – Londra, 18 agosto 2019) è stata un'attrice e doppiatrice irlandese.

## Biografia
Formatasi al Trinity College di Dublino, la Hanna ha recitato sia al cinema sia in teatro sia in televisione. Fra i suoi ruoli cinematografici più noti si ricordano quello di Madame Thenardier, la locandiera che aveva adottato Cosette ne I miserabili (1998) e quello della signora Sowerberry in Oliver Twist (2005).
In televisione è divenuta popolare soprattutto per aver prestato la voce al cane Swift nella serie televisiva per bambini Mist: Sheepdog Tales, andata in onda per tre stagioni su Channel 5. Ha poi preso parte ad alcune fiction,  film per la televisione e soap opera come Brookside.
In teatro ha recitato in numerosi spettacoli a partire dagli anni settanta e si è occupata spesso di tradurre e adattare i testi teatrali scritti in lingue straniere, come l'italiano e il francese. Ha anche recitato in alcuni musical, tra cui il revival di Londra di Sweeney Todd: The Demon Barber of Fleet Street nel 1985.

## Filmografia

### Cinema
- La strega di Willoughby Chase, regia di Stuart Orme (1989)
- I miserabili, regia di Bille August (1998)
- All the Queen's Men, regia di Stefan Ruzowitzky (2001)
- The Heart of Me, regia di Thaddeus O'Sullivan (2003)
- Oliver Twist, regia di Roman Polański (2005)
- The Kindness of Strangers, regia di Tony Smith (2006)
- Mr. Nice, regia di Bernard Rose (2010)

### Televisione
- Full House (1973)
- Grange Hill (1983)
- The Fear (1988)
- Creature grandi e piccole (1988)
- Making News (1990)
- EastEnders (1991)
- All Good Things (1991)
- La casa di Bernarda Alba (1991)
- Poirot (1993)
- 15: The Life and Death of Philip Knight (1993)
- Desmond's (1993)
- Screenplay (1993)
- The Marshal (1993)
- Drop the Dead Donkey (1994)
- Casualty (1995; 2007)
- Brookside (1995)
- The Heart Surgeon (1997)
- Dangerfield (1997)
- Weirdsister College (2001)
- Doctors (2006)
- Mist: The Tale of a Sheepdog Puppy (2006)
- L'ispettore Gently (Inspector George Gently) (2008)
- Mist: Sheepdog Tales (2007-2009)
- Married Single Other (2010)
- Strike Back (2011)